# Martin Walter (Eishockeyspieler)
Martin Walter (* 23. Oktober 1983 in Ostrava, Tschechoslowakei) ist ein ehemaliger deutsch-tschechischer Eishockeyspieler, der in Deutschland unter anderem bei den Hamburg Freezers, Thomas Sabo Ice Tigers, Grizzly Adams Wolfsburg und Fischtown Pinguins Bremerhaven aktiv war.  

## Karriere
Martin Walter zog im Alter von fünf Jahren mit seiner Familie nach Deutschland. Mit dem Eishockeysport begann er beim EHC Waldkraiburg und spielte ab 1999 für das Junioren- und ab 2000 für das DNL-Team der Starbulls Rosenheim. Danach wechselte der Verteidiger für ein Jahr in die Oberliga zum EHC Bad Aibling. Im Frühjahr 2002 unterschrieb der Rechtsschütze einen Vertrag bei den München Barons aus der DEL und zog mit ihnen um, als diese zu den Hamburg Freezers wurden. In der Saison 2002/03 spielte Walter hauptsächlich nicht für die Freezers, sondern mit einer Förderlizenz ausgestattet in der 2. Bundesliga, wo er mit dem EHC Freiburg die Meisterschaft gewann und in die Deutsche Eishockey Liga aufstieg. Seinen Vertrag in Hamburg erfüllend blieb der gebürtige Tscheche bei den Hamburg Freezers, wo er auf Anhieb zum Stammspieler avancierte. 
Mit den Freezers erreichte der Abwehrspieler stets die Play-offs, größter Erfolg war jedoch das Erreichen des Halbfinals 2004. In der Saison 2008/09 spielte Martin Walter beim HC Litvínov in der tschechischen Extraliga. Mit Litvínov erreichte er den dritten Tabellenrang nach der Hauptrunde, schied mit dem Verein allerdings anschließend im Play-off-Viertelfinale mit 0:4 Niederlagen gegen den späteren Meister HC Energie Karlovy Vary aus. Der Rechtsschütze absolvierte 52 Hauptrundenpartien und erzielte dabei vier Scorerpunkte.
Im Sommer 2009 kehrte er nach Hamburg zurück, wo er einen Vertrag bis 2011 unterschrieb. Im Juli 2010 wurde sein Vertrag mit den Freezers einvernehmlich aufgelöst, nachdem Stéphane Richer schon im März angekündigt hatte, dass er mit Walter nicht plane. 
Im August 2010 absolvierte Walter ein Probetraining beim KLH Chomutov, wo er sich im zweiten Vorbereitungsspiel eine Verletzung an der Hand zuzog. Am 29. Oktober 2010 erhielt Walter einen Kurzzeit-Vertrag bis zum 18. November bei den Grizzly Adams Wolfsburg, die damit auf Verletzungen zweier Verteidiger reagierten. Am 30. Dezember 2010 verpflichteten die Thomas Sabo Ice Tigers Martin Walter. Sein Vertrag lief 2012 aus und im September 2012 wurde Walter abermals durch die Grizzly Adams Wolfsburg unter Vertrag genommen, vorerst befristet bis Ende November 2012, später bis zum Saisonende. Am Ende der Saison bekam Walter kein neues Vertragsangebot in Wolfsburg. Im November 2013 unterschrieb er bei den Fischtown Pinguins Bremerhaven aus der DEL2 einen Vertrag bis zum Saisonende. Nachdem Walter mit den Pinguins die Meisterschaft in der DEL2 gewinnen konnte, beendete er nach der Saison seine aktive Profikarriere.

### International
2003 spielte Walter erstmals für eine Auswahl des DEB bei der U20-Junioren-Weltmeisterschaft. Außerdem spielte er für die A-Nationalmannschaft bei verschiedenen Turnieren.

## Erfolge und Auszeichnungen
- 2004 Teilnahme am DEL All-Star Game
- 2005 Teilnahme am DEL All-Star Game

## Karrierestatistik
(Legende zur Spielerstatistik: Sp oder GP = absolvierte Spiele; T oder G = erzielte Tore; V oder A = erzielte Assists; Pkt oder Pts = erzielte Scorerpunkte; SM oder PIM = erhaltene Strafminuten; +/− = Plus/Minus-Bilanz; PP = erzielte Überzahltore; SH = erzielte Unterzahltore; GW = erzielte Siegtore; 1 Play-downs/Relegation; Kursiv: Statistik nicht vollständig)

## Persönliches
In Tschechien belegte Martin Walter einen Fernlehrgang im Bereich Sportmanagement, den er im Jahr 2009 erfolgreich als Sportfachwirt beendete. 